# Salvador Iborra Mallol
Salvador Iborra Mallol   (València, 9 de juliol de 1978 - 29 de setembre de 2011) fou un poeta, periodista i docent valencià.

## Biografia
Era llicenciat en filologia catalana per la Universitat de València i treballà de corresponsal literari per al Diari de Balears alhora que estudiava un màster en Literatura, Art i Pensament a la Universitat Pompeu Fabra de Barcelona, en què defensà la seva tesina el dia 13 setembre de 2011. Durant el curs 2010-2011 havia treballat com a docent a l'Institut Jaume Mimó de Cerdanyola del Vallès, i el curs 2011-2012 va estar nomenat al mateix institut i va treballar com a docent de forma parcial a l'Institut Matadepera, en la població homònima.
Publicà els poemaris Un llençol per embrutar (2003) i Les entranyes del foc (2005), amb el qual guanyà el IV Premi Domènec Perramon de poesia. L'any 2009 va obtenir el Premi Jaume Bru i Vidal de poesia, de la ciutat de Sagunt, per Els cossos oblidats.
La nit del 29 de setembre de 2011 morí apunyalat davant del seu pis a Ciutat Vella de Barcelona, a causa d'una discussió pel robatori d'una bicicleta a un amic seu. La policia va detenir dos joves (Saodi M. i Zakari X. M.) com a responsables dels fets. Els joves d'origen marroquí tenien divuit i vint-i-un anys, respectivament, amb un cúmul d'antecedents, i des del mes de juny del 2011 ocupaven de manera il·legal el pis principal segona, convertit des d'aleshores en un centre d'operacions de petits delictes i de tràfic de droga. En aquell mateix edifici hi vivia en Salvador Iborra Mallol.

## Obra publicada
- 2003: Un llençol per embrutar
- 2005: Les entranyes del foc, premi Domènec Perramon de poesia
- 2009: Els cossos oblidats, premi Jaume Bru i Vidal de poesia

## Versos
En el seu blog publicà un fragment de la seua obra Els cossos oblidats:
| « | Aquesta albada pleníssima de suburbis em corprèn, aquesta inquieta tristesa d'estimar a soles, el cristall i la boira dibuixada en la finestra, l'herba que creix neutra en aquesta solitud arruïnada, el consol de saber que podíem haver estat feliços. | » |